# 王青霞
王青霞（英語：Wang Qingxia，1987年10月17日—），本名徐菁，自稱是中國女民航機機師兼飛機及直升機結構工程師、藝術家、畫家。王青霞的未婚夫是香港藝人李龍基。

## 背景
王青霞接受《香港01》獨家專訪時表示兒時家人培養自己學習彈琴，畫畫和寫書法，在10歲時到美國留學，亦曾到過日本及荷蘭留學，王青霞自稱曾經就讀於中國北京航空航天大學EMBA課程，美國史丹福大學機械工程及計算機科學博士學位課程，荷蘭萊頓大學學位課程，但被質疑學歷造假。此外，她的畫作被質疑是淘寶貨；又被指曾冒認自己是息影藝人繆騫人的女兒。
王青霞聲稱擁有多個飛行員證書及駕駛牌照，能駕駛民航飛機，小型飛機及直升機，並表示曾於美國載其未婚夫李龍基在空中飛行。
王青霞亦表示曾報讀美國飛行學校Pacific States Aviation的飛行課程並取得證書。
王青霞公開自己在2019年取得中華人民共和國國務院頒發「國家科學技術進步獎」一級獎，而該獲獎項目是「ARJ21噴氣支線客機工程」。
現時王青霞定居香港，她在專訪透露是經香港入境事務處的優秀人才入境計劃身分定居。
王青霞2024年2月20日被提訊香港沙田裁判法院，被告6罪，分別為兩項逾期居留香港，另外誤導入境事務主任，管有虛假學歷證書，行使虛假學歷證書，不准保釋，還押至2024年4月16日再提訊。
2024年4月16日，王青霞在庭上再被加控一罪，違反《入境條例》第38AA條，在香港入境時對其施加的逗留期限，留在香港接受僱傭工作，案件押後至5月28日再訊。
2024年5月28日，辯方表示目前與控方進行認罪協商，要求案件押後至6月19日再訊。
2024年6月19日，王青霞承認其中5罪，餘下兩罪獲控方不提證供起訴。署理主任裁判官陳慧敏判她入獄25個月。
2025年7月7日，王青霞刑滿出獄，及後即被遞解出境。

## 工作
王青霞現時報稱無業。
王青霞自稱曾任職國泰航空民航機機師，駕駛CX881航線。
王青霞亦聲稱自己曾經是飛機結構工程師：「以前我係做Engineer，我係畫螺絲，飛機結構裡面你差0.1毫米都唔得，我畫嘅螺絲係唔可以有誤差，對個比例好準。」
王青霞表示近年在國內做飛機零件採購。
王青霞被網民爆出曾任職柯士甸學校（英語：Austin School）任教，但之後被解僱。王青霞當時表示：「冇！我冇喺度返過工，不過我承認我有去過間學校，因為我朋友開嘅，當時搞過一帶一路講座，我有出席一啲例如乒乓球活動，有去過參觀同影相。至於嗰個人話報咗警，到而家未有警方聯絡我。」 柯士甸學校前身為香港凱莉山學校，曾捲入懷疑騙財、「酒樓式清盤」家長兩億元債券變廢紙、欠租、拖糧、創辦人汪柏賢 (本名汪嘉權)曾因詐諞入獄、校長 Paul Ellmes 被入境處懷疑有人違反逗留條件未獲授權下在港受聘、校監陳金兒買假的博士學位證書爭議等多宗醜聞。

## 感情生活
王青霞的未婚夫是香港藝人李龍基，李龍基接受傳媒訪問表示14年前已認識王青霞。
2024年1月下旬，有YouTuber爆出一名曾在美國西雅圖徵婚的男子歐陽偉，聲稱在網上結識Chris並被借款美金3萬元，雙方更有肉體關係。
王青霞又被爆2018年10月時在美國同一名中年海軍疑似結婚，甚至有一起切結婚蛋糕的相片。有網民指出王青霞在美國「結婚」的時間，同佢與李龍基交往的時間似乎有重疊。而未婚夫李龍基就再一次為王青霞拆彈，指王青霞當時同海軍男只是訂婚並直認自己才是橫刀奪愛的第三者。 （页面存档备份，存于）

## 遇襲
王青霞透露自己在美國留學期間，遭遇數次的校園槍擊事件，更有兩次腿部受槍傷留有疤痕，頭部亦曾接受過手術。
王青霞2024年初乘搭小巴時，聲稱遭一名大漢推撞並指罵她騙去李龍基七個位於大灣區的物業，王青霞稱其臉部、肩膊、腰、腳等都是瘀痕，但遇襲後未有報警。

## 軼事
王青霞表示自己的智商超過180，已達到人類智商最高水平，她並展示門薩澳洲分會證書證明。
王青霞繪畫技巧備受讚賞，曾送過繪畫作品或藝術作品予多位名人：保安局局長鄧炳強、鄭國鈞博士、陳百祥、譚詠麟、胡楓、羅蘭、蓋鳴暉、龍貫天、葉振棠、陳浩德、羅家英、葛蘭、石修、陳煒、謝雪心、姜大衛、李琳琳、盧婉茵、文雪兒、姜皓文、黃智賢、林韋辰、曹永廉、白彪、林夏薇、馬國明、湯洛雯、陳展鵬、單文柔、張寶兒、米雪、區瑞強、容天佑、黃嘉樂、陳榮峻、吳香倫、黎燕珊、黃韻材、麥玲玲、林淑敏等人。（排名不分先後）
王青霞在HOY TV節目透露自己繪畫3D立體畫作時會佩戴3D眼鏡。
王青霞接受潘紹聰的節目《恐怖在線》訪問時透露2005年在比利時布魯塞爾遇到火車相撞意外，當時王青霞多名同學遇難，王青霞本人倖存。
王青霞接受潘紹聰的節目《恐怖在線》訪問時表示與李龍基及多名朋友在元朗大棠玩遙控飛機時聲稱迷路進入「結界」，幸得當時接到藝人方伊琪電話，懂茅山術的方伊琪助王青霞等人逃出生天。
有網上傳聞指王青霞自稱是知名導演王穎同息影女星繆騫人的女兒，又聲稱契爺是著名武術指導程小東，並藉此向人借錢；曾為電影監製的蕭若元聲稱消息屬實，並指資深傳媒人岑建勳曾借錢予王青霞。

## 爭議
2024年2月18日，曾自稱透過入境事務處「優才計劃」來港定居的王青霞被控6項罪名，包括兩項「違反逗留條件」罪，另有「為取得入境證而作出虛假陳述」 、「使用虛假文書」及「管有虛假文書」，及一項「向根據或為執行入境條例第II部而合法行事的入境事務主任作出虛假申述」罪，現正還押監房看管；其未婚夫李龍基受訪時聲稱一直以為王青霞的申請獲批。
控罪指出，被告王青霞在2019年10月23日或該日前，在香港申請入境證時訛稱在荷蘭萊頓大學獲頒工程學碩士學位；並於上述日子使用3份名為WANG QING XIA的Pacific States Aviation的畢業證書副本，意圖誘使入境事務主任接受該虛假文書。
另兩項違反逗留條件控罪指，被告王青霞原獲准逗留至2020年2月9日，但在2023年3月26日仍留在港，以及原獲准逗留至2023年4月24日，但在2024年2月17日仍留在港。（案件編號：STCC688/2024)  （页面存档备份，存于） （页面存档备份，存于）